# Oratorio della Madonna del Sasso
L'oratorio della Madonna del Sasso (anche oratorio della Madonna della Cintura) è un edificio di culto cattolico di Orasso, frazione del comune di Valle Cannobina, in provincia del Verbano-Cusio-Ossola e diocesi di Novara; fa parte dell'unità pastorale di Cannobio.

## Storia

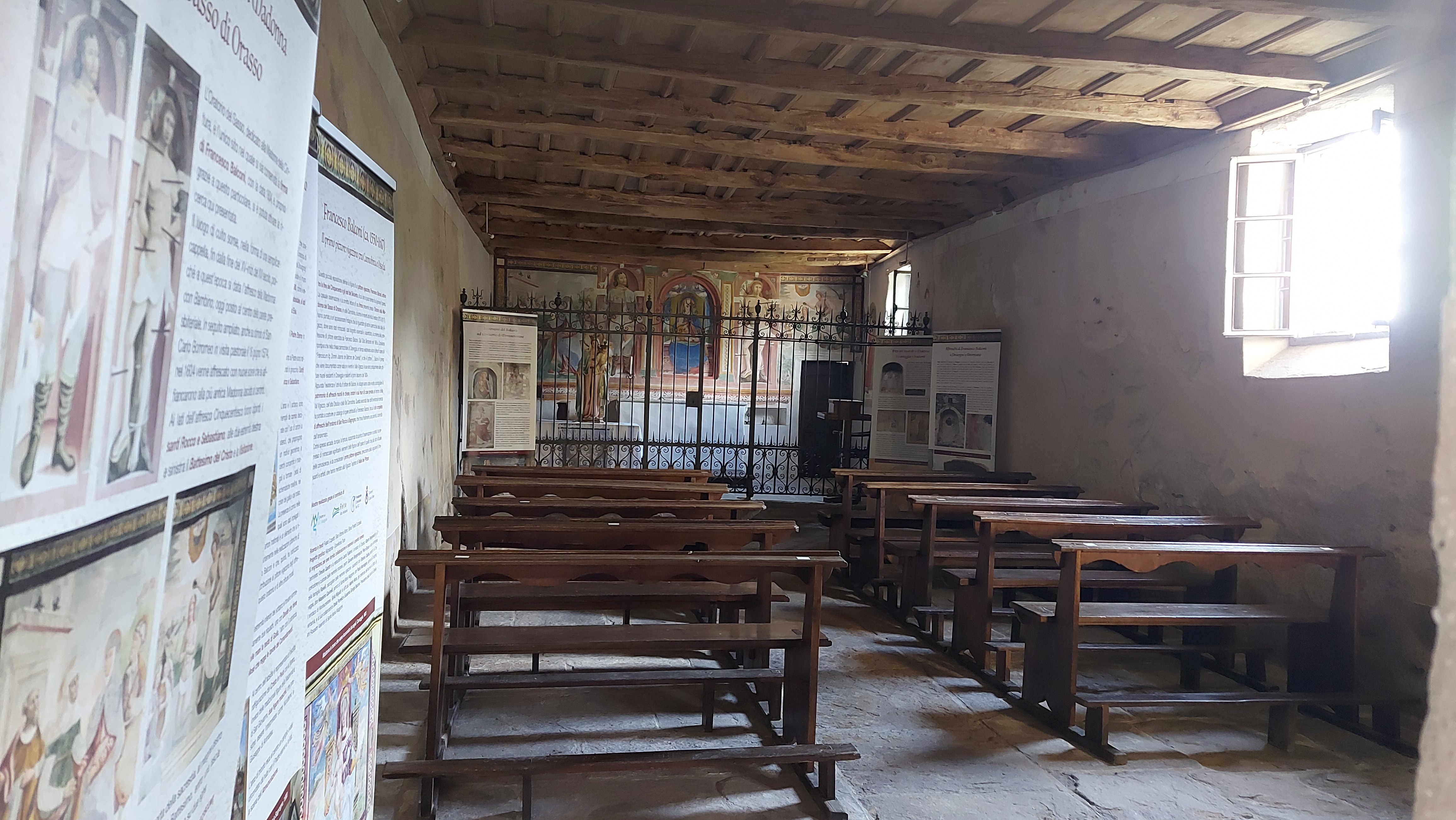
Interno

Orasso fu uno dei primi centri abitati e sicuramente il più antico centro religioso della Valle Cannobina: le prime notizie di funzioni religiose da parte di canonici di Cannobio risalgono all'anno 1000.
L'oratorio del Sasso, seppur non possa essere considerato l'edificio religioso più antico della valle (il primato appartiene alla sacrestia della chiesa di San Materno, sempre ad Orasso), è senza dubbio uno dei più antichi. Nel XV secolo sorse una prima cappella denominata "cappella di Santa Maria del Sasso", a sua volta frutto dell'ampliamento di una cappella del secolo precedente. San Carlo Borromeo, durante la visita pastorale del 28 giugno 1574, diede ordine di ampliarla per farne un vero e proprio oratorio. Nell'archivio parrocchiale sono conservati i documenti che trascrivono le indicazioni dell'arcivescovo:
Nel 1665 l'oratorio venne dedicato alla Madonna della cintura, protettrice dei viandanti, e contestualmente vi si insediò la confraternita della Madonna della Cintura.
Nel 2012 l'oratorio è stato votato come luogo del cuore FAI.

## Descrizione

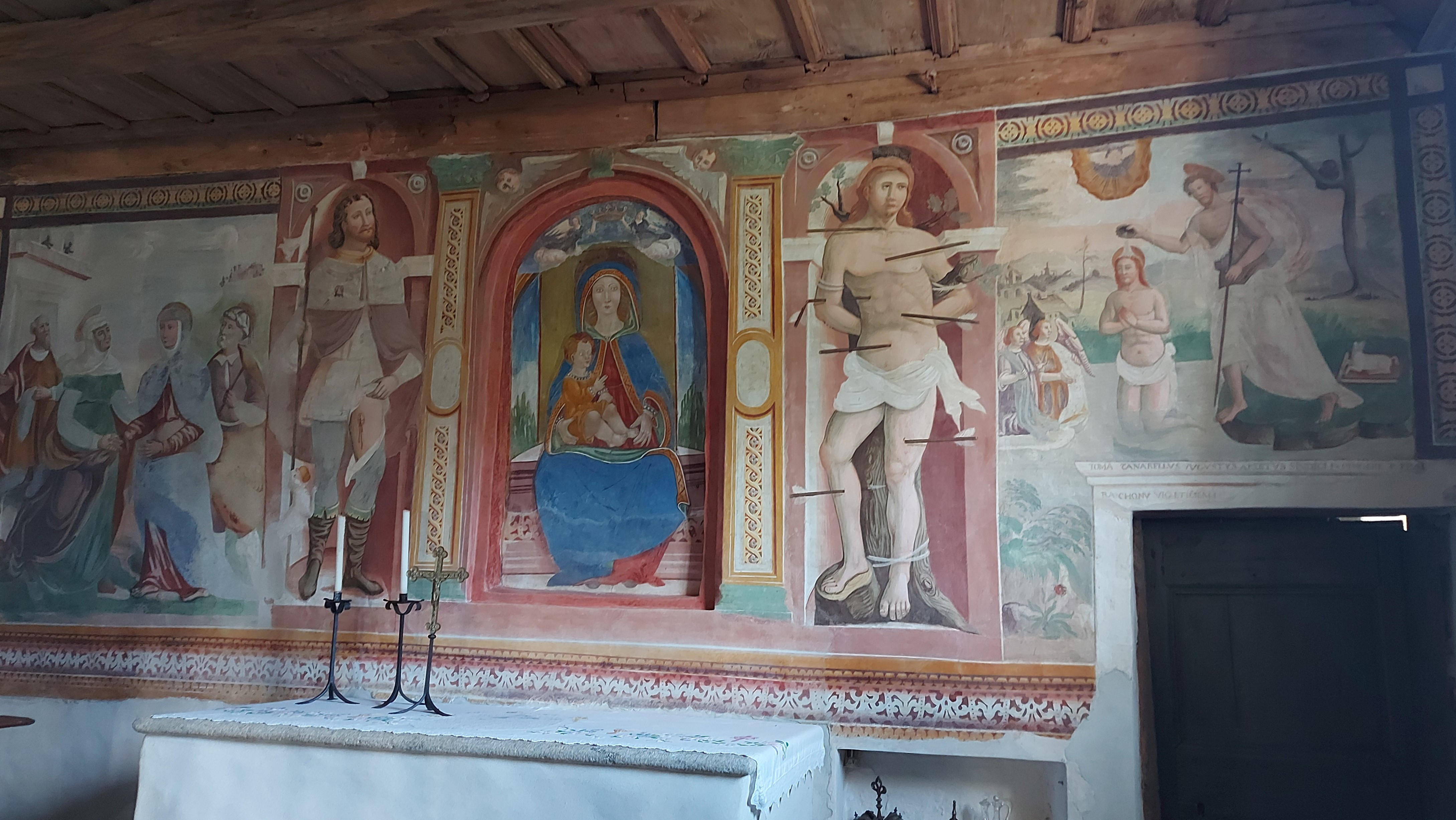
Da sinistra: Visitazione, San Rocco, Madonna con Bambino, San Sebastiano, Battesimo del Cristo. Sopra la porta della sacrestia si può leggere: TOMA ZANARELLVS AVGVSTVS ARZETVS SINDICI F[ECERUNT]. PINGERE P[ER]. FRA[N]C[ISCUM] BA[L]CHONV[M] VIGLETIE[N]SEM DIE [...] 1604 (Tommaso Zanarello e Augusto Arceto fecero dipingere da Francesco Balconi, vigezzino, nel giorno [...] del 1604)

### Esterno
Collocato su uno sperone roccioso, il piccolo oratorio sovrasta tutto il paese di Orasso. L'edificio è costruito in pietra con una copertura in piode. Il portico in facciata è stato costruito durante il secolo XVIII. Nel 1733, sopra al portale di ingresso, è stata dipinta la Madonna della Cintura dal pittore craveggese Giuseppe Mattia Borgnis.
Addossato alla chiesa si trovava l'antico cimitero, con una colonna di granito al centro, ancora visibile sul sagrato.

### Interno
L'interno è semplice e sobrio, ad una sola navata, con soffitto a cassettoni e due finestre sul lato sud. Un'alta cancellata in ferro battuto divide il presbiterio dallo spazio riservato ai fedeli. Sopra l'altare è presente un affresco della Madonna col Bambino, del XVI secolo, del pittore svizzero Antonio da Tradate, facente già parte della cappella originaria. Ai lati dell'altare sono presenti una serie di affreschi del pittore Francesco Balconi (1550 ca.-1617 ca.), risalenti al 1604, come riporta l'iscrizione collocata sopra la porta della sacrestia.
Francesco Balconi, nato a Craveggia intorno al 1550, è uno dei primi pittori vigezzini di cui abbiamo il nome. Un elemento che ha permesso l'attribuzione di molti suoi affreschi è la presenza di un motivo a rosette che caratterizza diverse sue opere. Oltre all'oratorio di Orasso il pittore ha operato nella parrocchiale di Craveggia, nell'oratorio di Sagrogno, e in moltissimi dipinti murali su facciate di abitazioni private in Val Vigezzo, Valle Cannobina e Val d'Ossola.
Nel 2016 si è concluso un restauro che ha riportato gli affreschi al loro  aspetto originale e ha permesso la corretta attribuzione al Balconi.